# Beira Alta

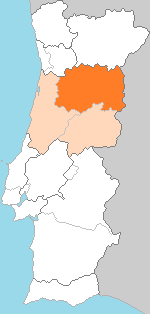
A Beira Alta (a laranja escuro) junto da Beira Litoral e da Beira Baixa na antiga província da Beira (laranja claro).

A Beira Alta é uma província histórica (ou região natural) situada na região do Centro de Portugal. Foi criada, em 1832, por subdivisão da antiga província da Beira, passando a ser constituída pelas comarcas de Viseu, Lamego e Trancoso.  A província dispunha de um representante do governo central - o prefeito - e de um órgão eleito localmente - a junta geral de província. Nas comarcas que não eram sede de província, existiam subprefeitos, que representavam o prefeito. A sua capital é Viseu.

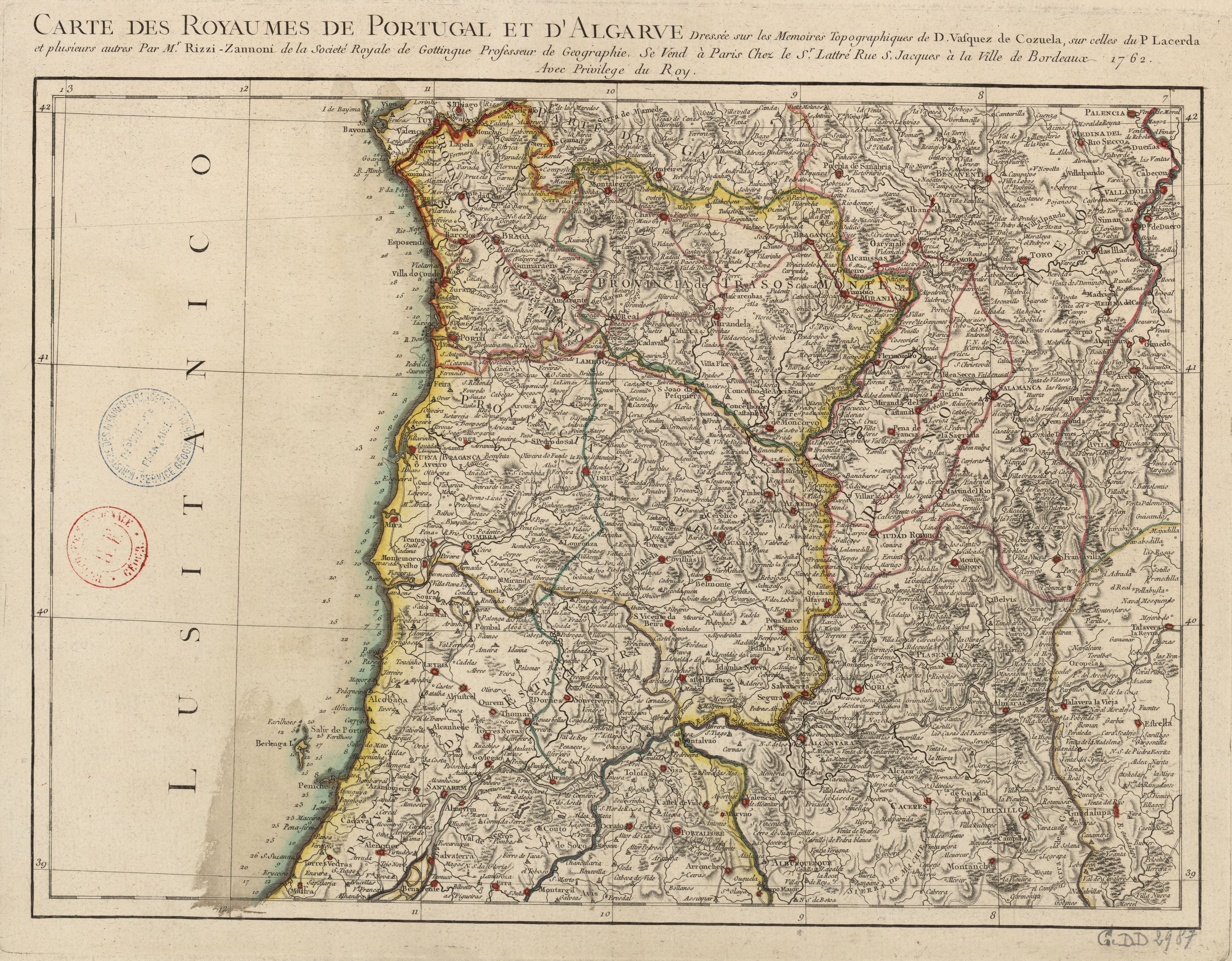
Mapa de 1780, mostrando as fronteiras beirãs mais a Norte das demarcações após 1835. Lamego, por exemplo, faria ainda parte da Beira.

Pela reforma administrativa de 1835, o país, passou a ser dividido em distritos. A Província da Beira Alta manteve-se, mas apenas como unidade estatística e de referência regional. Os seus limites correspondiam aos do distrito de Viseu. Na divisão, uma parte da Beira Norte passaria a ser de Trás-os-Montes e Alto Douro. 
A Província da Beira Alta foi restaurada, como unidade administrativa, em 1936, agora incluindo, além do distrito de Viseu, o distrito da Guarda. Esta nova divisão em províncias baseou-se numa estudo geográfico que dividia, Portugal Continental, em 13 "regiões naturais", entre as quais, a Beira Alta e a Beira Transmontana. A nova província da Beira Alta foi criada pela reunião daquelas duas regiões naturais, embora para a maioria dos geógrafos, entre os quais Orlando Ribeiro, esta união artificial se tratasse de um erro crasso. A reacção das populações da Beira Transmontana (que englobava todo o distrito da Guarda excepto o concelho de Vila Nova de Foz Côa) não se fez esperar, tendo estas inclusive produzido e enviado um abaixo-assinado com mais de 50 mil assinaturas, em pleno Estado Novo, ao próprio António Oliveira Salazar, reivindicando a criação de uma província diferente da Beira Alta, a que chamavam Beira Serra.
As províncias de 1936 praticamente nunca tiveram qualquer atribuição prática, e desapareceram do vocabulário administrativo (mas não do vocabulário quotidiano dos portugueses) com a entrada em vigor da Constituição de 1976. Atualmente é uma das 11 províncias históricas de Portugal.
Limitava a Norte com Trás-os-Montes e Alto Douro, a Noroeste com o Douro Litoral, a Oeste e Sudoeste com a Beira Litoral, a Sul com a Beira Baixa e a Este com a Espanha (província de Salamanca, na Região de Leão).
Era então constituída por 33 concelhos, integrando a quase totalidade dos distritos da Guarda e Viseu, mais os municípios de Oliveira do Hospital e Tábua, no distrito de Coimbra:
- Distrito da Guarda: Aguiar da Beira, Almeida, Celorico da Beira, Figueira de Castelo Rodrigo, Fornos de Algodres, Gouveia, Guarda, Manteigas, Mêda, Pinhel, Sabugal, Seia, Trancoso.
- Distrito de Viseu: Carregal do Sal, Castro Daire, Mangualde, Moimenta da Beira, Mortágua, Nelas, Oliveira de Frades, Penalva do Castelo, Penedono, Santa Comba Dão, São Pedro do Sul, Sátão, Sernancelhe, Tarouca, Tondela, Vila Nova de Paiva, Viseu, Vouzela.

Actualmente, o seu território encontra-se repartido pelas regiões Norte e Centro, pertencendo à primeira parte da sub-região do Douro (concelhos de Moimenta da Beira, Penedono, Sernancelhe e Tarouca), e à segunda a totalidade das sub-regiões das Beiras e Serra da Estrela (antiga Beira Interior Norte), Viseu Dão-Lafões, bem como ainda uma pequena parte da CIM Região de Coimbra, em tempos subdividida na região do Pinhal Interior Norte, (o concelho de Mortágua, pertencente ao distrito de Viseu e os concelhos de Tábua e Oliveira do Hospital, pertencentes ao distrito de Coimbra).